# Rajsków-Kolonia
Rajsków-Kolonia – część miasta Kalisza, dawniej wieś włączona w granice administracyjne Kalisza 11 kwietnia 1934 z gminy Tyniec.